# Tir amb arc als Jocs Olímpics d'estiu de 1920 - Ocell mòbil, 33 metres per equips
La competició d'ocell mòbil, 33 metres per equips va ser una de les 10 proves de tir amb arc que es van disputar als Jocs Olímpics d'Anvers de 1920. Aquesta, com la resta de proves d'aquest esport, sols estava oberta a la participació masculina. Hi va prendre part dos equips formats per 8 arquers.

## Medallistes
| Or | Plata | Bronze |
| BèlgicaAlphonse Allaert · Hubert Van Innis · Edmond De Knibber · Louis Delcon · Jérome De Maeyer · Pierre Van Thielt · Louis Fierens · Louis Van Beeck | FrançaJulien Brulé · Léonce Quentin · Pascal Fauvel · Eugène Grisot · Eugène Richez · Artur Mabellon · Léon Epin · Paul Leroy |        |

## Resultats
| Posició | Equip   | Puntuació | Puntuació | Puntuació | Puntuació | Puntuació | Puntuació | Puntuació | Puntuació | Puntuació |
| Posició | Equip   | 1         | 2         | 3         | 4         | 5         | 6         | 7         | 8         | Total     |
| ------- | ------- | --------- | --------- | --------- | --------- | --------- | --------- | --------- | --------- | --------- |
| 1       | Bèlgica | ?         | ?         | ?         | ?         | ?         | ?         | ?         | ?         | 2.958     |
| 2       | França  | ?         | ?         | ?         | ?         | ?         | ?         | ?         | ?         | 2.586     |